# 眼鏡をかけた自画像 (ゴヤ)
『眼鏡をかけた自画像』（めがねをかけたじがぞう、西: Autorretrato con gafas, 仏: Autoportrait aux lunettes, 英: Self portrait with spectacles）は、スペインのロマン主義の巨匠フランシスコ・デ・ゴヤが1800年に制作した自画像である。油彩。眼鏡をかけたゴヤ自身を描いている。現在はフランス、タルヌ県カストルのゴヤ美術館に所蔵されている。また同じくフランス、バイヨンヌのボナ美術館に本作品のヴァリアントが所蔵されている。

## 制作背景
1787年、ゴヤは友人のマルティン・サパテール宛ての手紙に、視力が低下したため眼鏡をかけなければならないことを書いている。さらに1792年に患った重病により聴覚を完全に失った。しかし身体的苦悩とは裏腹にゴヤの画家としてのキャリアは順調であった。この重病を境にゴヤの芸術は大きく変化し、鋭い批判的精神や観察眼、それまで以上の豊かな想像力による自由な表現を示すようになった。1799年には首席宮廷画家となり、1800年、53歳となったゴヤは国王の家族を描いた集団肖像画『カルロス4世の家族』（La familia de Carlos IV）を制作した。

## 作品

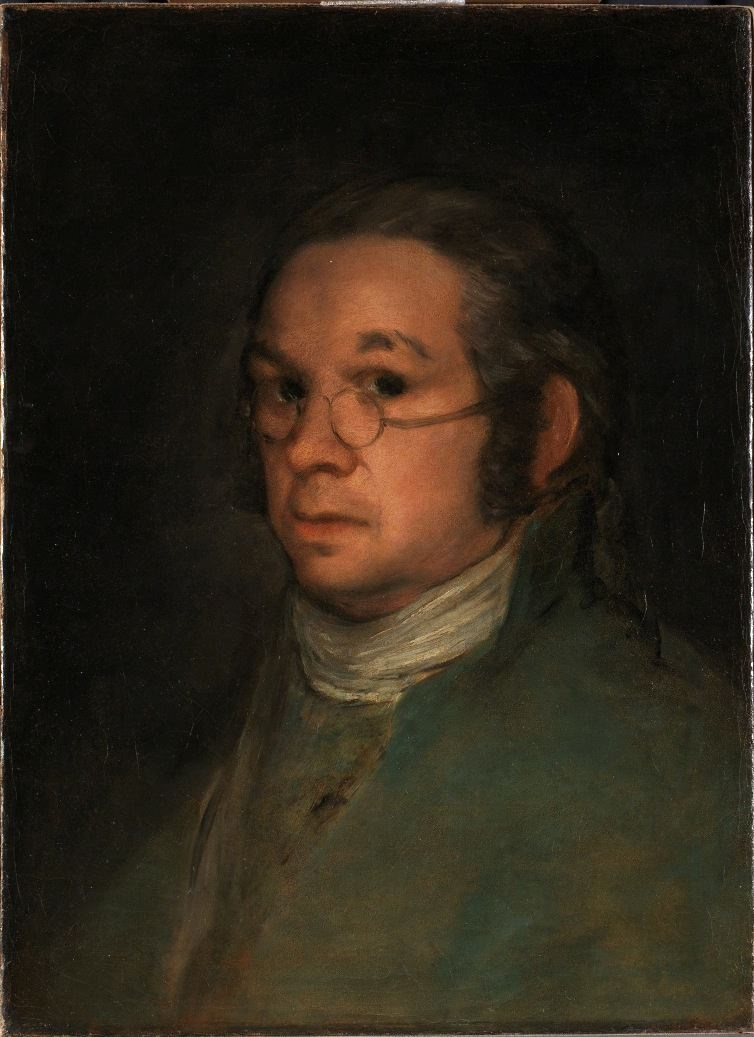
ボナ美術館に所蔵されているヴァリアント。

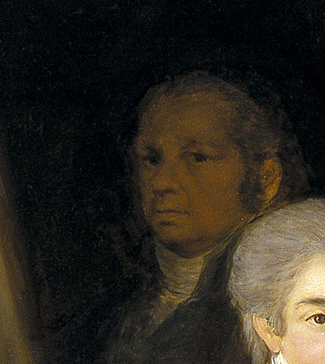
1800年の『カルロス4世の家族』に描かれた自画像。

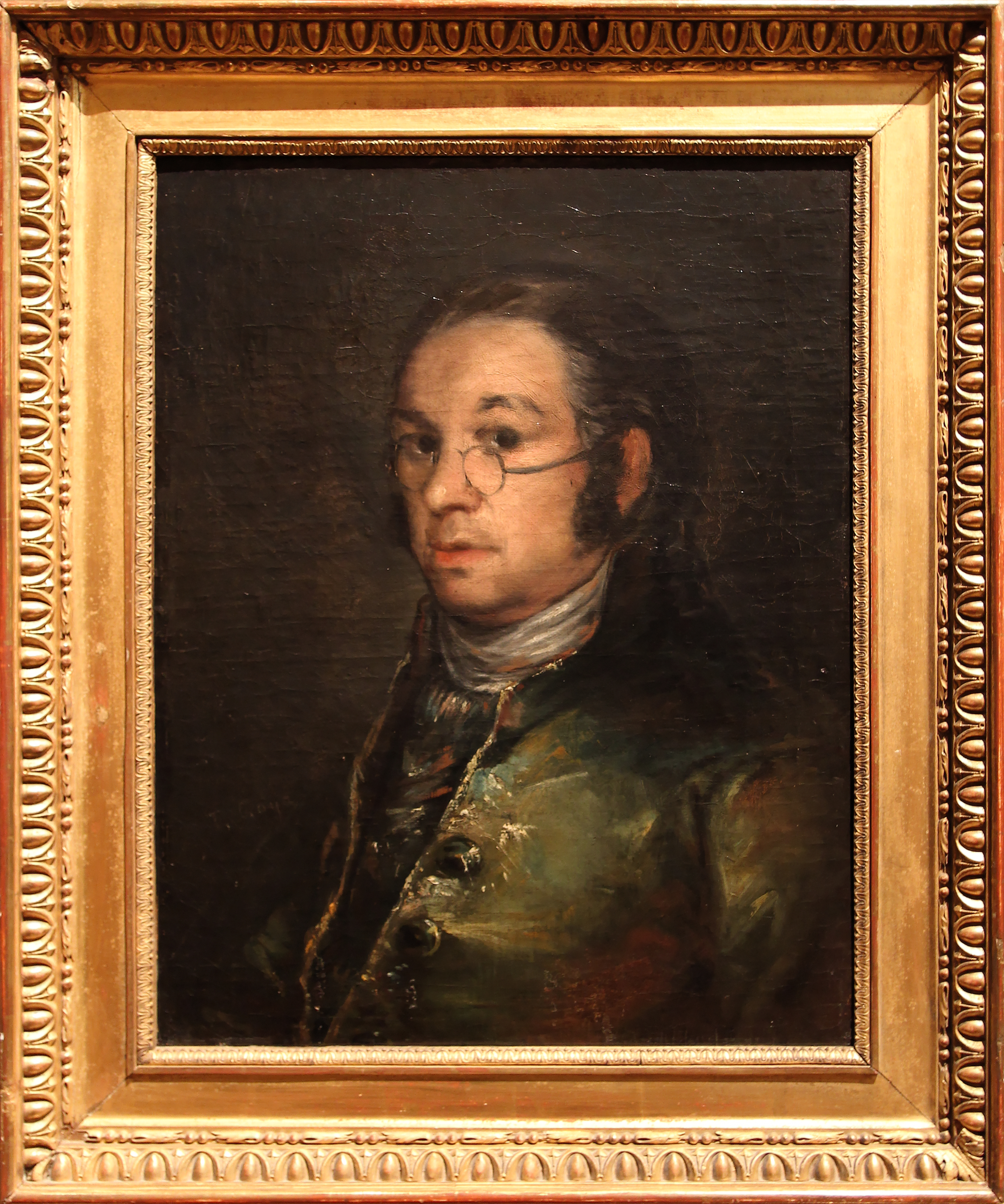
額縁。

ゴヤは暗い背景の前で眼鏡をかけ、緑色のシルクあるいはベルベットの上着を着て、太い首に白いネクタイを優雅に結んだ自身の姿を描いている。白髪が交じった濃い灰色の髪を後方にとかし、豊かで分厚いもみあげを見せている。ゴヤの表情には疲れがうかがえるが、眼鏡の奥から真剣な眼差しで鑑賞者のほうを見つめている。
本作品の最も印象的な点はゴヤが眼鏡をかけていることであろう。自画像の眼鏡はゴヤの人生を特徴づけている。一部の研究者は『眼鏡をかけた自画像』が『カルロス4世の家族』に登場するゴヤの自画像と非常によく似ていることを指摘している。ゴヤはこの集団肖像画では眼鏡をかけていないものの、やはり暗い背景の前で類似した上着を着て白いネクタイを首に巻き、髪を後方にとかしている。ゴヤ美術館の前館長ジャン＝ルイ・オージェ（Jean-Louis Augé）は両作品のゴヤのポーズがよく似ていることを強調し、ディエゴ・ベラスケスが『ラス・メニーナス』（Las Meninas）を制作したように、王室の肖像画を描くという画家として最高の栄誉に浴したことを肖像画によって表明したと指摘している。
緑色の上着はオレンジ色の面を補強するきらめくような光沢をグレーズで再現している。肩は描くというよりも黒い輪郭で暗示し、ボタンと上着の前面に施された白の飛び散るようなハイライトが、光の遊びを通じて作品の密度を高め、画面に明るさと深みを与えている。
ゴヤはボナ美術館のバージョンでも眼鏡をかけた自画像を描いている。

## 来歴
自画像の初期の来歴は不明であるが、マドリードのドン・アンヘル・マリア・テラディーリョス（Don Ángel María Teradillos）のコレクションにあったことが知られている。これを『王立フィリピン会社の総会』（La Asamblea general de la Real Compañía de Filipinas）、『フランシスコ・デル・マーソの肖像』（Portrait de Francisco del Mazo）とともに購入したのは、フランス人画家マルセル・ブリギブールであった。1894年に息子ピエール・ブリギブールによって当時カストル美術館と呼ばれていたゴヤ美術館に遺贈された。

## ヴァリアント
バイヨンヌのボナ美術館には本作品のヴァリアントが所蔵されており、準備習作か、模写、あるいは複製と考えられている。この作品の真筆性は長らく疑問視されてきたが、2013年に行われた科学的な調査によってゴヤの作品であることが証明された。当初、この新事実はほとんど注目を集めなかったが、2015年にバイヨンヌ市庁の文化担当官補佐イヴ・ウガルド（Yves Ugalde）がこの事実について言及したことにより、両美術館の間で論争に発展した。両作品は構図の点で非常によく似ている。画面の中のゴヤは同じ緑色の上着と白いネクタイを身に着けており、同じ髪型で同じ眼鏡をかけているように見える。ただし、ボナ美術館のバージョンは明快さや迫力に欠ける。画面全体の仕上げはより散漫で、ウォッシュの技法を用いて描かれたような外観になっている。

## ギャラリー
ゴヤ美術館所蔵の他のゴヤ作品

『王立フィリピン会社の総会』1815年
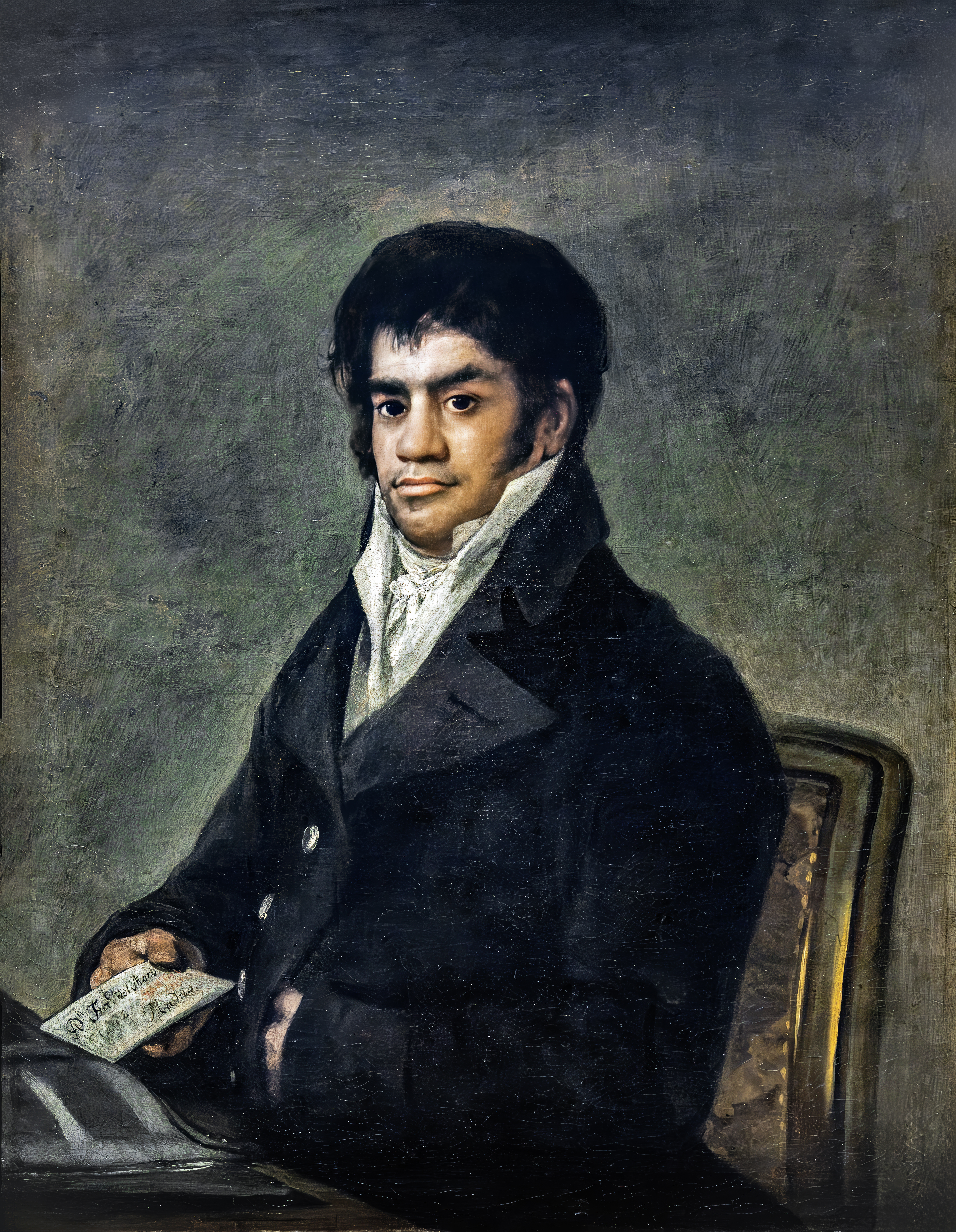
『フランシスコ・デル・マーソの肖像』1815年頃

ゴヤの他の油彩による自画像

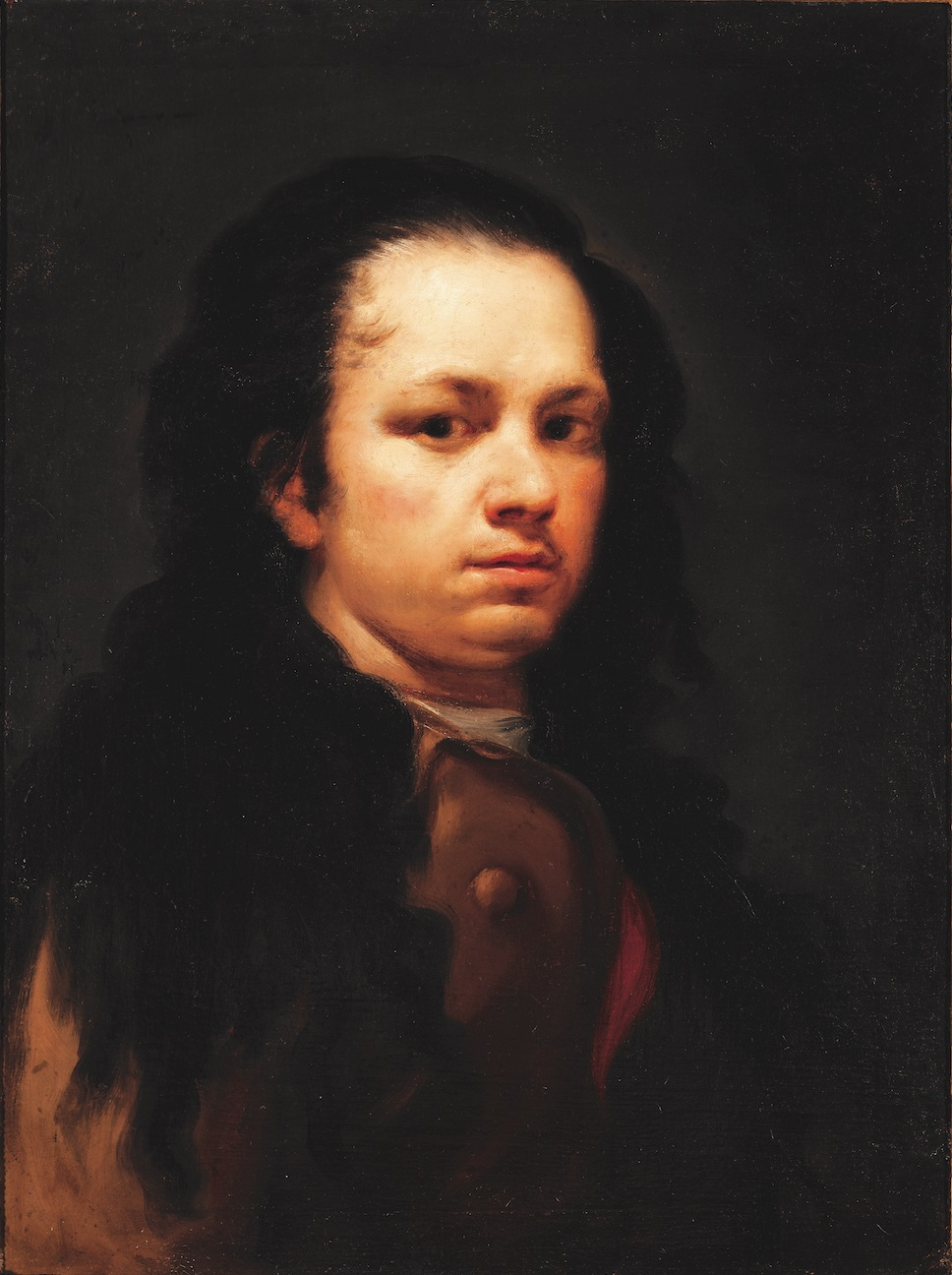
『自画像』1771年から1775年頃 ゴヤ美術館＝イベルカハ・コレクション＝カモン・アスナール美術館（英語版）所蔵
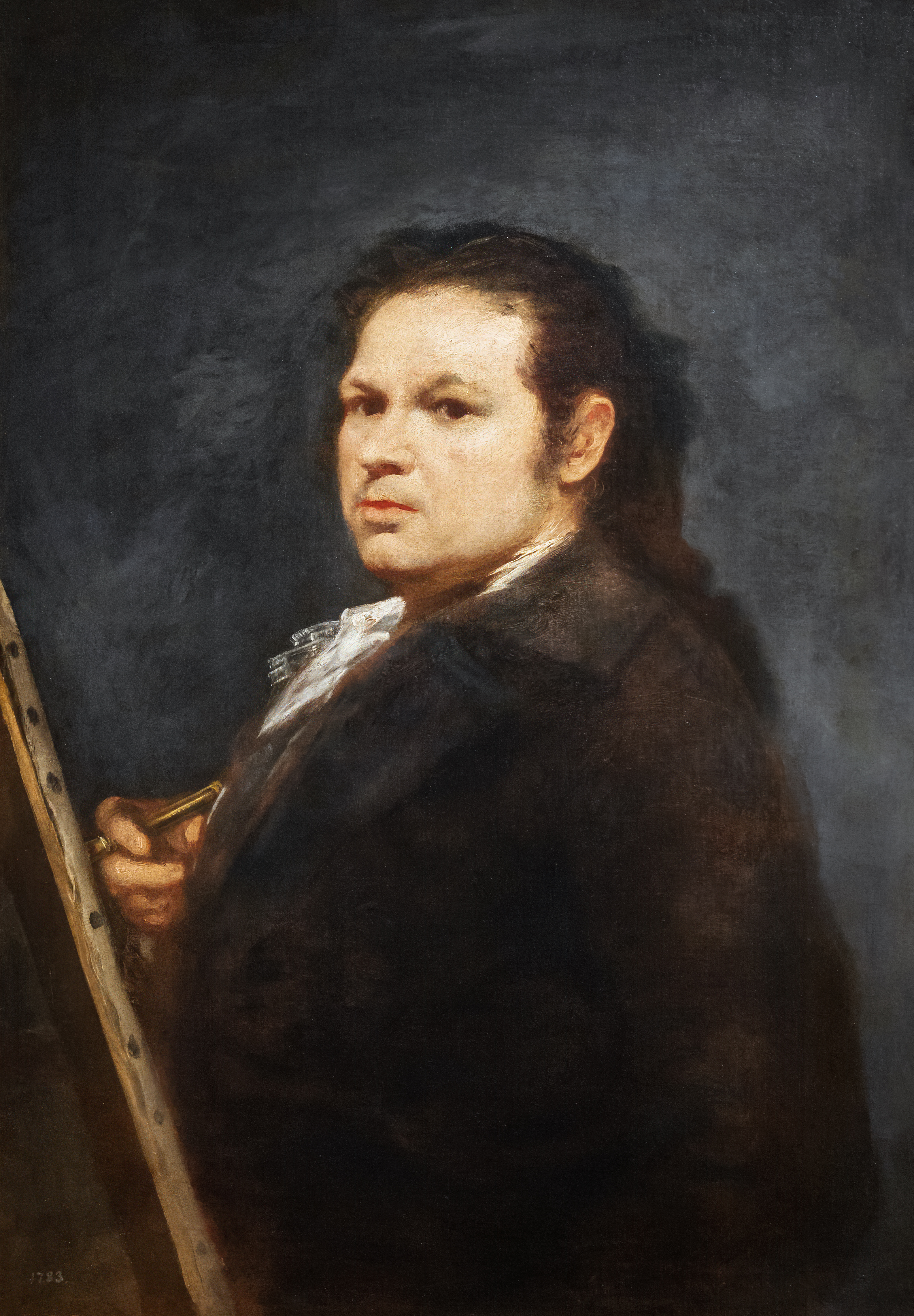
『自画像』1783年 アジャン美術館（フランス語版）所蔵
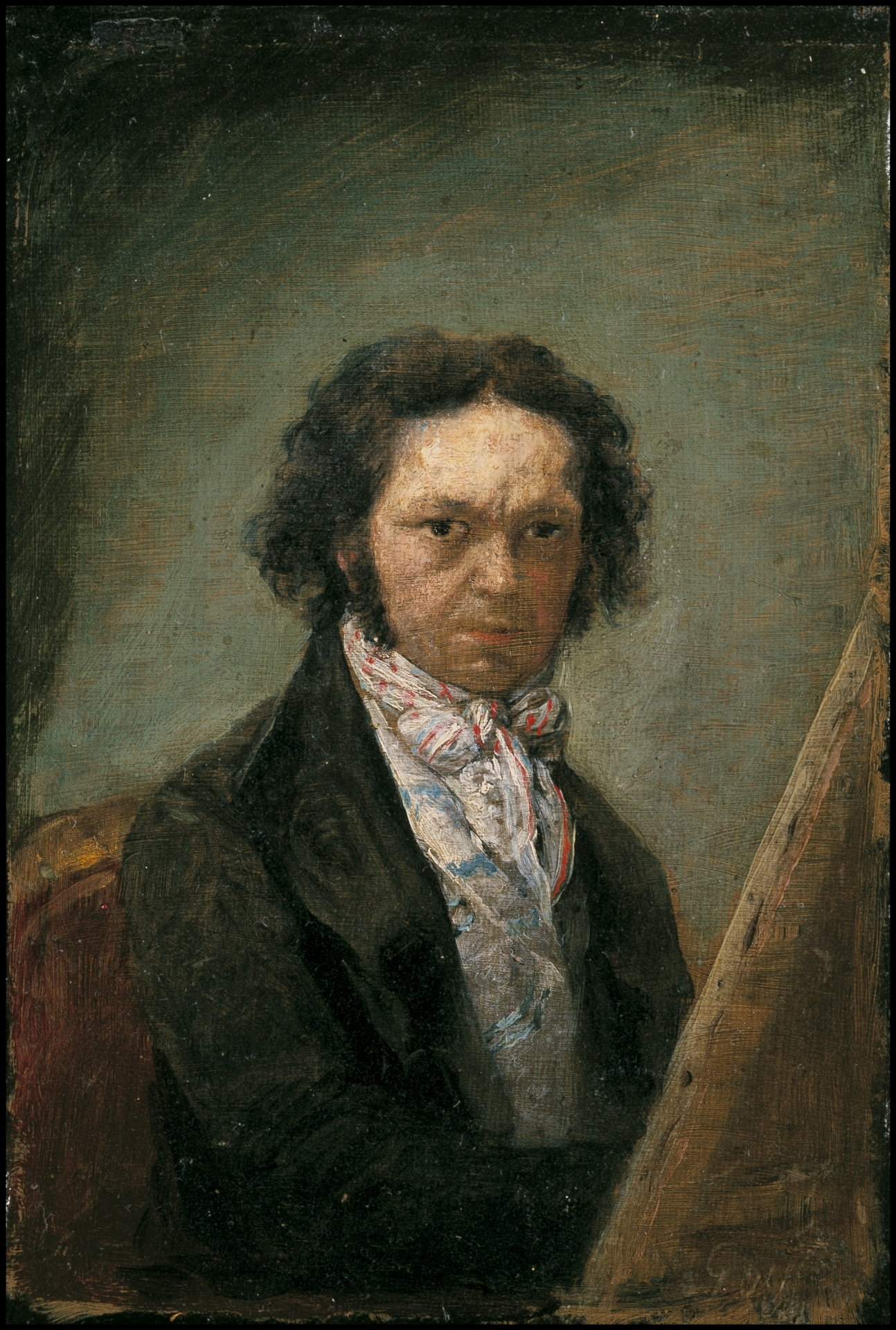
『リネンの自画像』1796年頃 プラド美術館所蔵
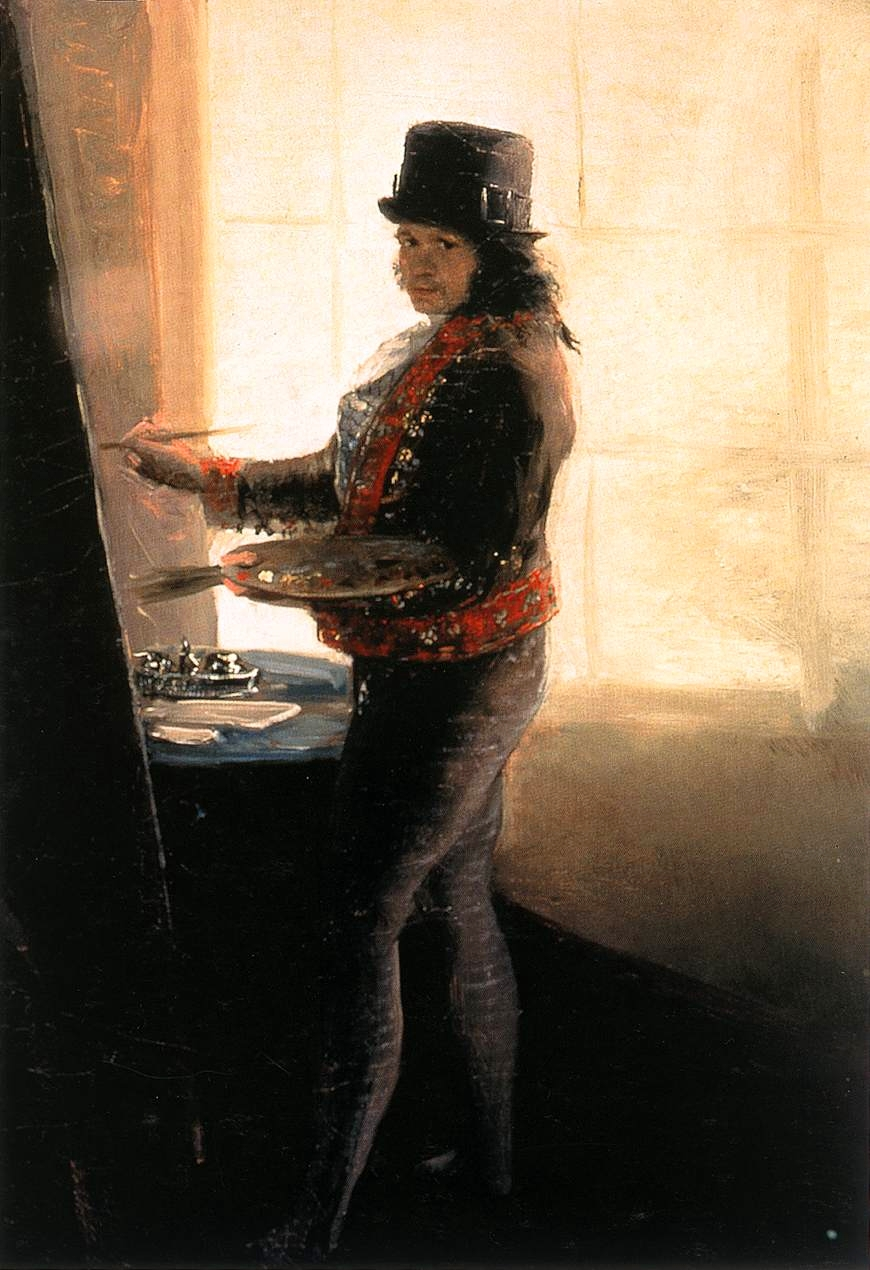
『アトリエでの自画像』1790年 王立サン・フェルナンド美術アカデミー所蔵
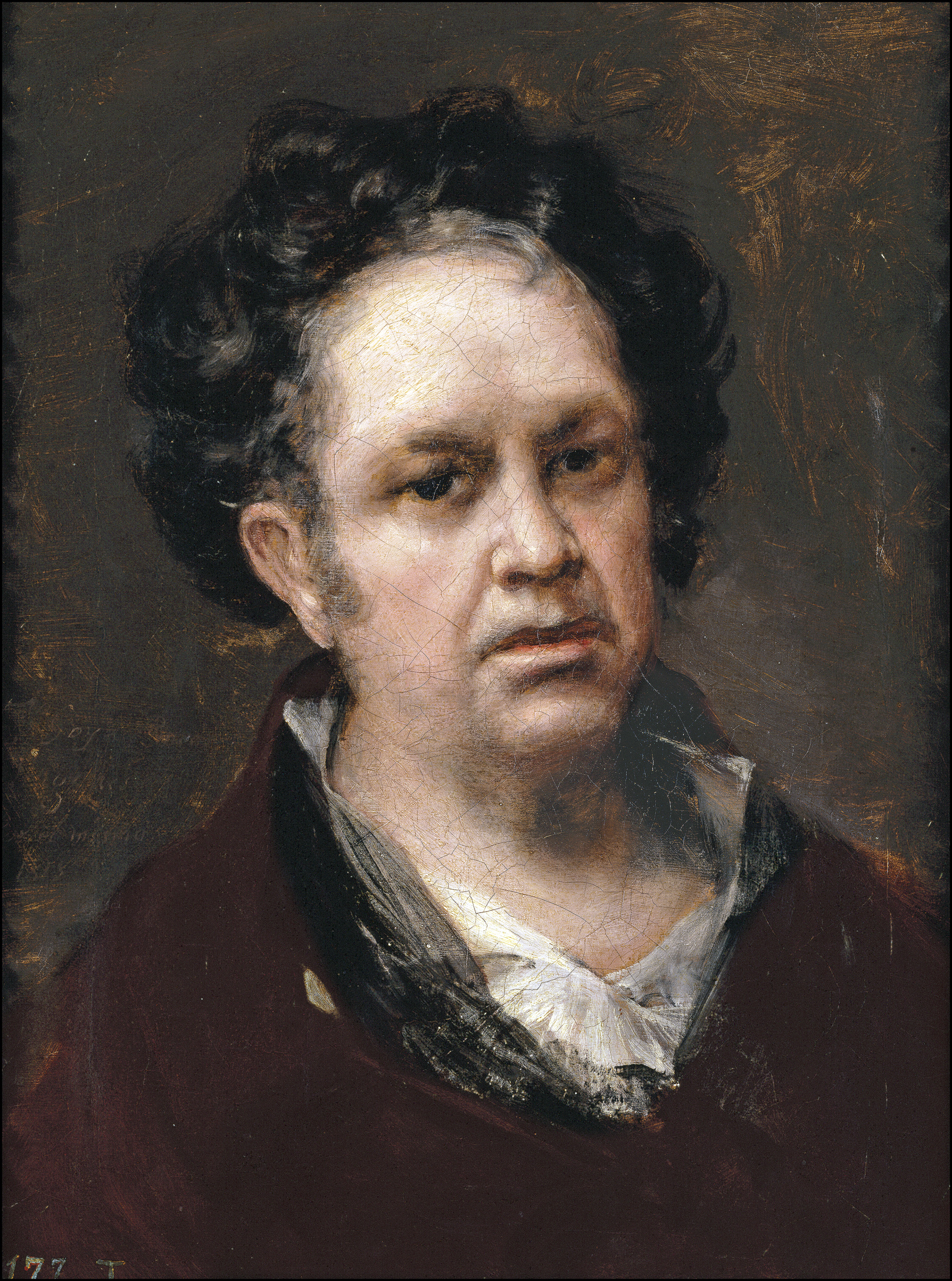
『自画像』1815年 プラド美術館所蔵
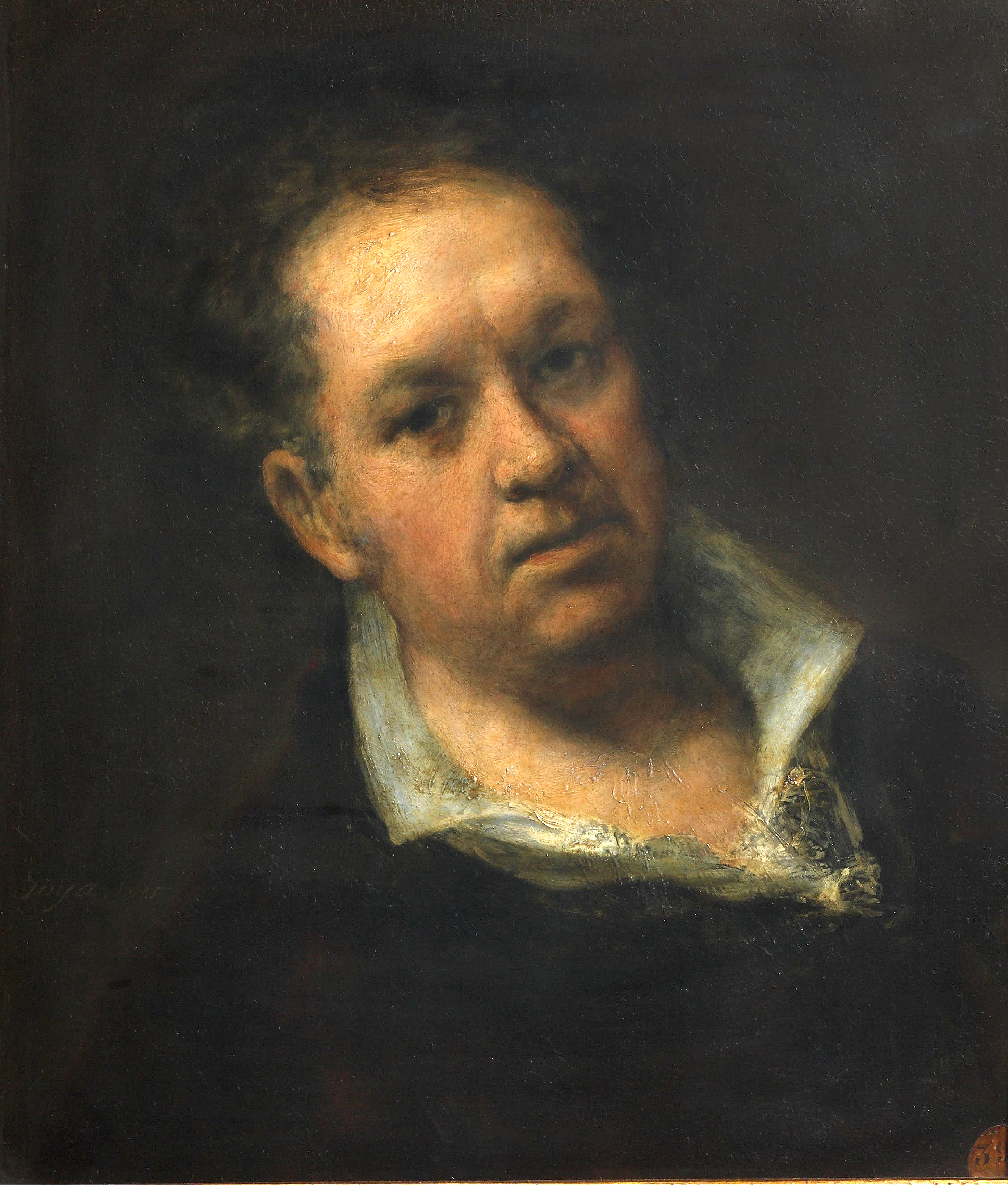
『自画像』1815年 王立サン・フェルナンド美術アカデミー所蔵
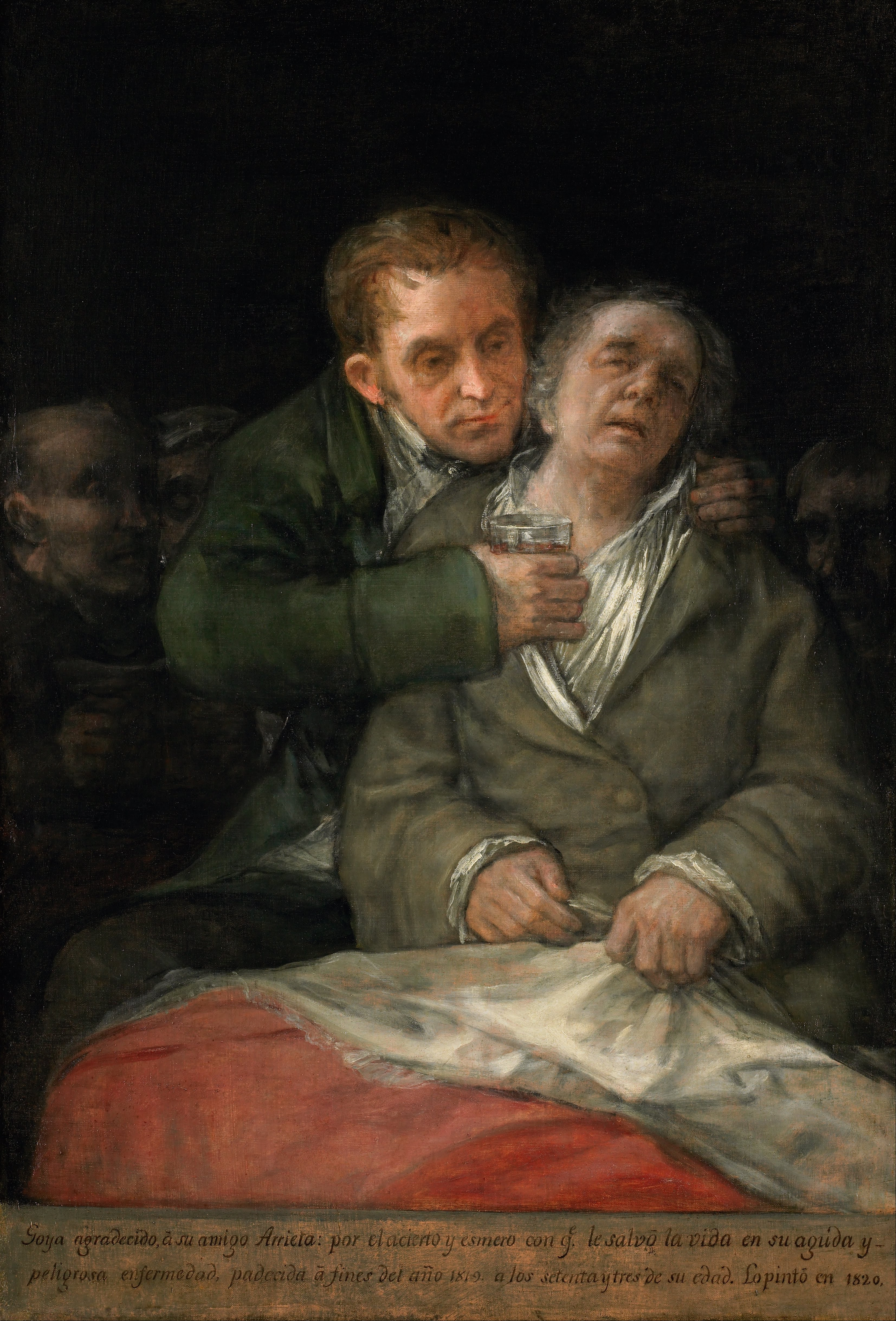
『アリエタ医師のいる自画像』1820年 ミネアポリス美術館所蔵